# Gora Seal
Gora Chand Seal (ur. w styczniu 1923, zm. 23 września 2017 w Kolkacie) – indyjski piłkarz wodny (występujący na pozycji bramkarza), uczestnik Letnich Igrzysk Olimpijskich 1948.
Wystąpił w trzech spotkaniach (czyli we wszystkich, jakie Hindusi rozegrali na tamtych igrzyskach). W pierwszym meczu, Hindusi wygrali 7–4 z Chilijczykami; zwycięstwo nad tą ekipą dało im awans do kolejnej fazy (w której reprezentacje również podzielone były na grupy), pomimo porażki w drugim spotkaniu grupowym z reprezentacją Holandii (1-12). Tam jednak, drużyna indyjska zajęła ostatnie miejsce w grupie po porażce z reprezentacją Hiszpanii (1-11).
Seal dostał także propozycję uczestnictwa w igrzyskach w Helsinkach (1952), jednak z powodu obowiązków i problemów rodzinnych (m.in. śmierć jego ojca w 1952) zmuszony był odmówić.
Pochodził z północnej Kalkuty.